# Powiat Chrudim
Powiat Chrudim (czes. Okres Chrudim) – powiat w Czechach, w kraju pardubickim).
Jego siedziba znajduje się w mieście Chrudim. Powierzchnia powiatu wynosi 1029,67 km², zamieszkuje go 104 707 osób (gęstość zaludnienia wynosi 101,76 mieszkańców na 1 km²). Powiat ten liczy 113 miejscowości, w tym 8 miast.
Od 1 stycznia 2003 powiaty nie są już jednostką podziału administracyjnego Czech. Podział na powiaty zachowały jednak sądy, policja i niektóre inne urzędy państwowe. Został on również zachowany dla celów statystycznych.

## Struktura powierzchni
Według danych z 31 grudnia 2003 powiat ma obszar 1029,67 km², w tym:
- użytki rolne – 61,86%, w tym 74,54% gruntów ornych
- inne – 38,14%, w tym 73,65% lasów
- liczba gospodarstw rolnych: 844

## Miasta
- Heřmanův Městec
- Hlinsko
- Chrast
- Chrudim
- Luže
- Nasavrky
- Ronov nad Doubravou
- Seč
- Skuteč
- Slatiňany
- Třemošnice

Wsie
- Dvakačovice

## Demografia
Dane z 31 grudnia 2003:
| Opis        | Ogółem  | Kobiety      | Mężczyźni    |
| ----------- | ------- | ------------ | ------------ |
| populacja   | 104 707 | 53234 50,84% | 51473 49,16% |
| średni wiek | 38,5    | 40,83        | 37,63        |

- gęstość zaludnienia: 101,76 mieszk./km²
- 53,94% ludności powiatu mieszka w miastach.
- Miasta:

Chrudim;
Hlinsko v Cechach;
Chrast u Chrudimi;
Slatinany;
Hermanuv Mestec;
Tremosnice;
Skutec;
Ronov n. Doubravou.

## Zatrudnienie
| Mieszkańcy ze stałym zatrudnieniem | 21 864       |
| Średnia pensja miesięczna          | 13 552 koron |
| Bezrobotni                         | 5 524        |
| Stopa bezrobocia                   | 10,39%       |

## Szkolnictwo
W powiecie Chrudim działają:
| Rodzaj szkoły                   | Liczba szkół |
| ------------------------------- | ------------ |
| Przedszkola                     | 57           |
| Szkoły podstawowe               | 47           |
| Gimnazja                        | 3            |
| Szkoły średnie techniczne       | 6            |
| Szkoły średnie ogólnokształcące | 5            |
| Szkoły wyższe                   | 2            |

## Służba zdrowia
| Lekarze                               | 303 |
| Szpitale                              | 1   |
| Specjalistyczne ośrodki terapeutyczne | 1   |
| Gabinety dentystyczne                 | 52  |
| Apteki                                | 18  |